# Кравчик довгодзьобий
Кра́вчик довгодзьобий (Artisornis moreaui) — вид горобцеподібних птахів родини тамікових (Cisticolidae). Мешкає в Танзанії і Мозамбіку.

## Опис
Довжина птаха становить 10 см. Верхня частина тіла сірувата, нижня частина тіла дещо світліша. Обличчя і тім'я можуть мати коричнюватий відтінок. Хвіст довгий, направлений догори. Дзьоб довгий, чорний.

## Підвиди
Виділяють два підвиди:
- A. m. moreaui (Sclater, WL, 1931) — північно-східна Танзанія;
- A. m. sousae (Benson, 1945) — північно-західний Мозамбік.

Деякі дослідники виділяють підвид A. m. sousae у окремий вид Artisornis sousae

## Поширення і екологія
Довгодзьобі кравчики мешкають в горах Усамбара на північному сході Танзанії та в горах Жесі на північному зазході Мозамбіку. Вони живуть на узліссях вологих гірських і рівнинних тропічних лісів, в кронах дерев, серед ліан. В горах Усамбара вони зустрічаються на висоті від 800 до 1250 м над рівнем моря.

## Збереження
МСОП класифікує цей вид як такий, що перебуває на межі зникнення. За оцінками дослідників, популяція кожного з підвидів довгодзьобих кравичків становить від 50 до 250 птахів. Їм загрожує знищення природного середовища.